# Verband Deutscher Fischereiverwaltungsbeamter und Fischereiwissenschaftler
Die Vereinigung von Fischereibiologen und Fischereiverwaltungsbeamten, die 1920 beim Deutschen Fischereitag in Berlin ins Leben gerufen wurde, gilt als Vorgängervereinigung des VDFF. Ihre Existenz endete bereits im Jahr 1922. Mit einem Rundschreiben von Wilhelm Koch wurde 1948 dann eine lose Arbeitsgemeinschaft der in der Fischerei tätigen Verwaltungsbeamten gegründet. Diese definierte sich mit der ersten Satzung 1952 als Arbeitsgemeinschaft von Fischereiverwaltungsbeamten und Fischereiwissenschaftlern. Nach der Wiedervereinigung Anfang der 1990er Jahre entstand aufgrund des plötzlichen Zustroms von Mitgliedern und dem Wunsch nach einer Eintragung in das Vereinsregister in der Mitgliederversammlung 1992 zu Lahnstein die Bildung eines bundesweiten Verbandes, der seit 1993 den heutigen Namen trägt.

## Aufgaben und Ziele
Der Verband fördert den ständigen Gedankenaustausch in allen gebietsübergreifenden Fragen der Fischereiverwaltung und Fischereiwissenschaft. Dadurch soll ein gleichgerichtetes Vorgehen in der Fischereiverwaltung und in der Gesetzgebung angestrebt und die fischereiwissenschaftliche Forschung angeregt und für die Praxis ausgewertet werden. Zu wichtigen Themen gibt er eine lose Broschürenreihe heraus.
Die Fischerei hat für die Erhaltung des Naturhaushaltes und damit für das Gemeinwohl erhebliche Bedeutung. Der Verband will die Anliegen der Fischerei im öffentlichen Leben vertreten.
Für die Fischerei besonders nützliche Forschungsarbeiten junger Fischereiwissenschaftler verleiht der VDFF einen Förderpreis.
Der Verband nimmt ferner die Interessen seiner Mitglieder wahr und versteht sich als berufsständische Vereinigung.
Im Rahmen seiner Aufgaben und Ziele steht der Verband Parlamenten, Behörden und Organisationen beratend zur Verfügung. Er strebt eine enge Kooperation mit verwandten Disziplinen und Institutionen an.

## Vorsitzende
- 1948–1958: Wilhelm Koch, Freiburg
- 1959–1961: Karl Altenöder, München
- 1962–1972: Willy Nolte, Bad Pyrmont
- 1973–1974: Klaus Bahr, Bonn
- 1975–1983: Günter Jens, Koblenz
- 1984–1990: Dietmar Riedel, Düsseldorf
- 1990–2002: Dieter Piwernetz, Nürnberg
- 2002–2010: Thijlbert Strubelt, Stuttgart
- 2010–2018: Franz Geldhauser, München
- seit 2018: Ulrike Weniger, Dresden